# Гёмбёц

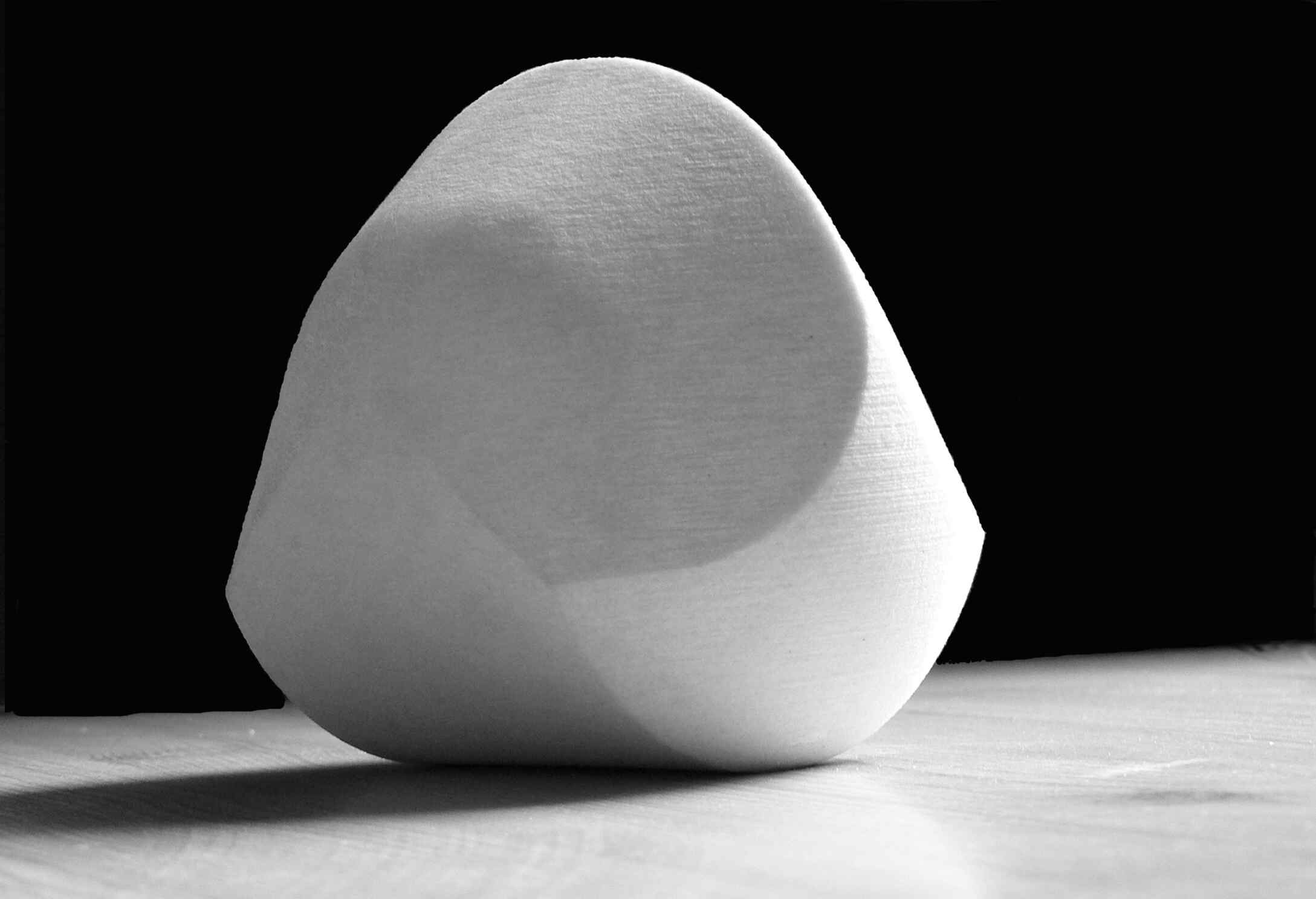
Гёмбёц — однородное мономоностатическое тело

Гё́мбёц  (от венг. gömböc «сферический») — пример трёхмерного выпуклого тела с одной устойчивой и одной неустойчивой точкой равновесия, построенный в 2006 году венгерскими математиками Габором Домокошем (Domokos Gábor) и Петером Варконьи (Várkonyi Péter).

## История открытия

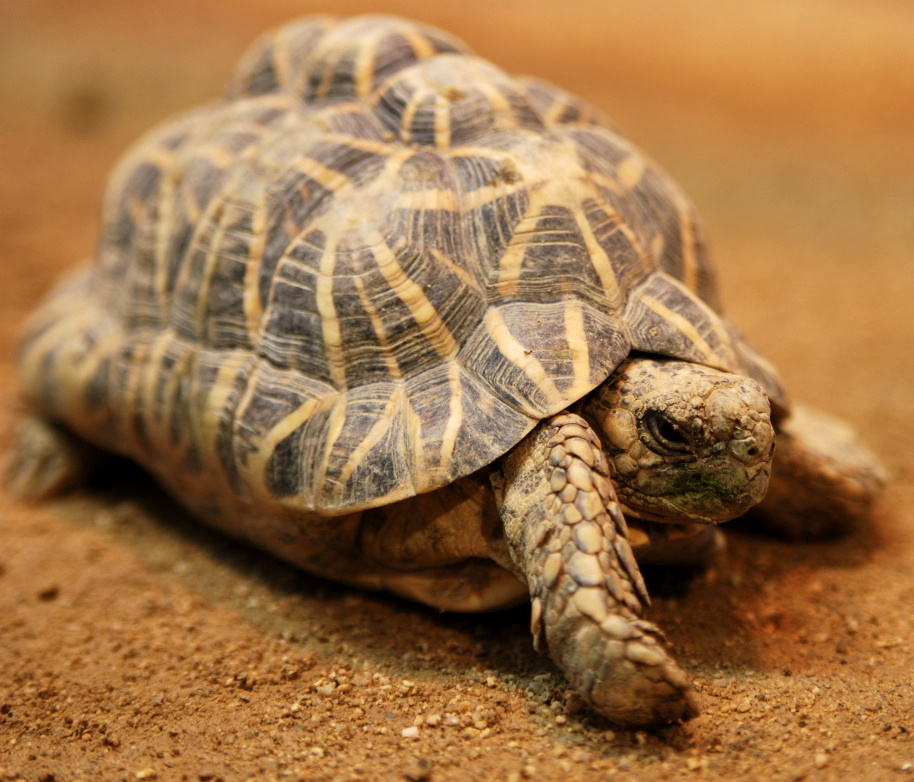
Звёздчатая черепаха — аналог «неваляшки» в живой природе. Будучи перевёрнутой вверх ногами, она без особых усилий возвращается в «исходное положение».

Хорошо известен принцип действия популярной детской игрушки «неваляшка» — эффект возвращения в одно и то же состояние достигается за счёт смещения центра тяжести. Благодаря этому у неё есть только одно положение устойчивого равновесия (на основании) и только одно положение неустойчивого равновесия (на голове). «Неваляшка» не является геометрическим телом в строгом смысле в силу своей неоднородной плотности — в нижней части неваляшки находится груз. Для математиков долгое время был интересен вопрос существования выпуклого однородного геометрического тела с аналогичными свойствами. Впервые возможность существования таких тел предположил известный российский математик В. И. Арнольд. Сами же тела получили название мономоностатические.
Поиском «однородной неваляшки» занялись два венгерских математика, Габор Домокош из Будапештского университета технологий и экономики и Петер Варконьи из Принстонского университета. Сначала казалось, что точек равновесия не может быть меньше четырёх: две точки устойчивого и две точки неустойчивого равновесия (для двумерного случая это было давно доказано). Однако в трёхмерном случае удалось сначала доказать существование тела с двумя точками равновесия, а потом, спустя 10 лет работы, и предъявить его пример. Построенное тело получило название «гёмбёц». В буквальном переводе с венгерского это слово значит подобный сфере, сферический (от венг. gömb «сфера»); так называются венгерские круглые мясные пирожки.

## Свойства
Главным свойством гёмбёца, ради которого его и построили, является возврат к одному и тому же положению из любого другого на ровной плоскости под воздействием силы тяжести. Это свойство достигается благодаря его особой выпуклой, округлой форме. По виду гёмбёц достаточно близок к сфере, из-за чего, очевидно, и получил своё название. В своей работе, посвящённой изучению гёмбёца, исследователи так характеризуют само тело и его возможные аналоги:

На основе представленных результатов не может не сложиться впечатление, что мономоностатические тела «прячутся» — их трудно представить, трудно описать и трудно опознать. В частности, мы показали, что их форма не похожа ни на каких типичных представителей других классов равновесия. Мы также показали, что они не плоски и не тонки; по сути, они единственные невырожденные объекты, имеющие одновременно минимальную сплющенность и суженность.

Математическое решение: Эллипс (красным) и его эволюта (синим) с четырьмя вершинами кривой. Каждая вершина соответствует острию на эволюте.

## Изготовление
Чрезвычайно строгие требования к точности воспроизведения формы гёмбёца существенно затрудняют изготовление физических реализаций этого объекта. Первый прототип был произведен летом 2006 года методом трёхмерной печати. К сожалению точность воспроизведения формы гёмбёца была далека от идеальной, что приводило к появлению промежуточных устойчивых состояний, в результате чего гёмбёц не всегда возвращался в основное устойчивое состояние. Использование станков с ЧПУ существенно повысило точность изготовления и позволило существенно расширить диапазон используемых материалов. Так, использование прозрачных материалов не только позволяет получить гёмбёц, который выглядит очень интересно с эстетической точки зрения, но и даёт возможность продемонстрировать одно из основных требований к гёмбёцу — однородность материала. В настоящее время гёмбёц изготавливается из большого числа разных материалов, включая многие металлы, сплавы и пластики (например, полиметилметакрилат — органическое стекло). Впоследствии смешанная технология, использующая точное литьё и фрезерные станки с ЧПУ, позволила ускорить и удешевить производство.
Процесс перехода гёмбёца в состояние равновесия существенным образом зависит от качества поверхности — как самого гёмбёца, так и поверхности на которой он находится. Дефекты: пыль, царапины, вмятины и т. п. — существенным образом влияют на поведение гёмбёца. К сожалению, процесс устранения дефектов на поверхности гёмбёца является значительно более сложной процедурой, нежели изготовление нового объекта. Хотя в теории процесс перехода в положение равновесия не должен зависеть от материала или размера гёмбёца, на практике конечная точность изготовления приводит к тому, что большие по размеру и массе гёмбёцы демонстрируют более устойчивые характеристики и толерантность к наличию дефектов.

## Дальнейшие перспективы
Поверхности гёмбёца имеют сложную скруглённую форму, что и придаёт ему столь необычные свойства. Требования к форме гёмбёца очень жёсткие, допуски выходят порядка 0,1 %. Даже пыль на столе может помешать гёмбёцу встать в устойчивое положение. 3D-печать из-за ступенчатой поверхности не может повторить форму, на поточном производстве не обойтись без жёсткого контроля качества.
Остаётся открытым вопрос, можно ли построить аналогичное тело, все грани которого были бы плоскими. Авторы гёмбёца полагают, что если такой объект существует, то он должен обладать тысячами граней. Этим, видимо, объясняется размер награды, учреждённой авторами за будущее открытие: 10 тысяч долларов, делённые на количество граней.

## Индивидуальные модели гёмбёца
Интерактивная карта, показывающая индивидуальные модели гёмбёца по всему миру:

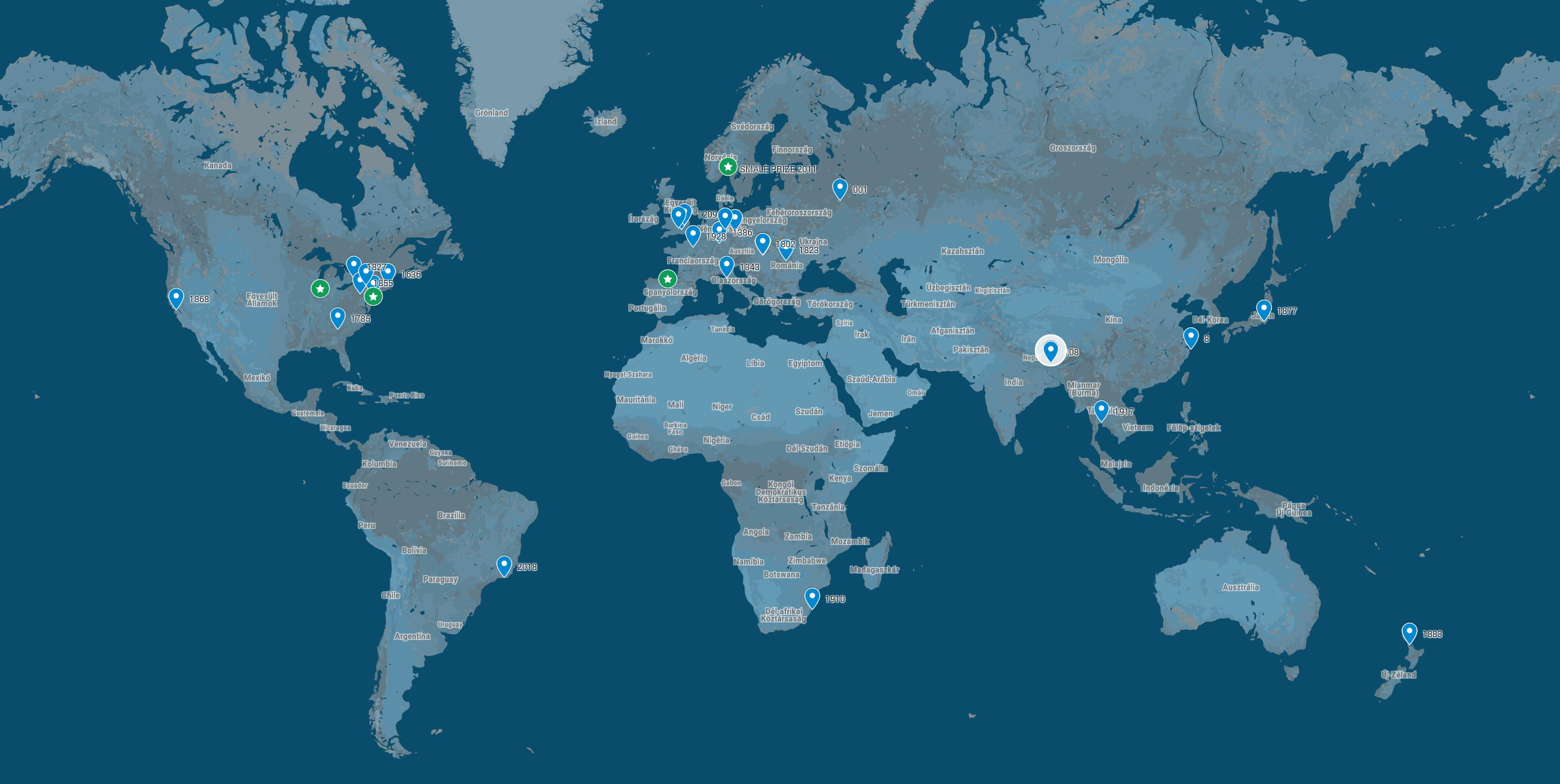
По ссылке можно увидеть интерактивную версию карты.

В 2007 году была запущена серия индивидуальных моделей гёмбёца. Эти модели имеют уникальный номер «N» в диапазоне 1 ≤ «N» ≤ «Y», где «Y» обозначает текущий год. Каждый номер изготавливается только один раз, однако порядок изготовления произвольный, зависящий от конкретной заявки. Первоначально эти модели были произведены посредством 3D-печати, с серийным номером, напечатанным другим материалом той же плотности. В настоящее время все индивидуальные модели гёмбёца изготавливаются на станках с ЧПУ, а производственный процесс каждой отдельной модели гёмбёца включает изготовление отдельных инструментов, которые впоследствии утилизируются. Первая модель гёмбёца с индивидуальным номером (гёмбёц 001) была подарена Домокосом и Варкони Владимиру Арнольду по случаю его 70-летия. В настоящее время он выставлен в Институте Математики имени Стеклова. Хотя большинство существующих пронумерованных моделей гёмбёца принадлежат частным лицам, многие модели выставлены на всеобщее обозрение в известных учреждениях по всему миру. Большинство этих моделей были произведены благодаря программе пожертвований.
Также существуют два типа индивидуальных моделей гёмбёца, которые не имеют серийного номера. Для Всемирной выставки (2010) было изготовлено 11 изделий, на которых был выгравирован логотип венгерского павильона. Другой ненумерованный тип индивидуальных моделей гёмбёца — это знак отличия Премии Стивена Смейла по математике, присуждаемой каждые три года.
Для получения дополнительной информации об индивидуальных моделях гёмбёца смотрите таблицу ниже, интерактивную карту или онлайн-буклет.
| Серийный номер | Институт                                         | Местонахождение                                | Пояснение к номеру                                                                | Дата изготовления | Технология                                    | Материал              | Размер (mm) | Детали                       | Комментарии                                                                     |
| -------------- | ------------------------------------------------ | ---------------------------------------------- | --------------------------------------------------------------------------------- | ----------------- | --------------------------------------------- | --------------------- | ----------- | ---------------------------- | ------------------------------------------------------------------------------- |
| 1              | Институт Математики имени Стеклова               | Москва, Россия                                 | самый первый пронумерованный гёмбёц                                               | август 2007       | Быстрое прототипирование                      | пластмасса            | 85          | фото                         | подарок Владимиру Арнольду                                                      |
| 8              | Венгерский павильон                              | Динхай, Китай                                  | номер 8 считается счастливым в китайской нумерологии                              | декабрь 2017      | собран из частей, изготовленных с помощью ЧПУ | плексиглас            | 500         | фото                         | впервые показан на Всемирной выставке в Китае (2010)                            |
| 13             | Виндзорский замок                                | Беркшир, Великобритания                        |                                                                                   | февраль 2017      | ЧПУ                                           | 99.99% серебро        | 90          | фото                         | спонсирован Отто Альбрехтом                                                     |
| 108            | резиденция Шамарпы                               | Калимпонг, Индия                               | число томов Ганджура, учения Будды                                                | февраль 2008      | ЧПУ                                           | сплав AlMgSi          | 90          | фото с события дарения       | подарок общества Будды Камалы                                                   |
| 400            | Новый колледж, Оксфордский университет           | Оксфорд, Великобритания                        | годовщина основания позиции профессора геометрии имени Савиля                     | ноябрь 2019       | ЧПУ                                           | бронза                | 90          | фото                         | спонсирован Отто Альбрехтом                                                     |
| 1209           | Кембриджский университет                         | Кембридж, Великобритания                       | год основания                                                                     | январь 2009       | ЧПУ                                           | сплав AlMgSi          | 90          | каталог музея науки в Виппле | часть коллекции музея науки в Виппле (подарок авторов)                          |
| 1343           | Пизанский университет                            | Пиза, Италия                                   | год основания                                                                     | апрель 2019       | ЧПУ                                           | сплав AlMgSi          | 90          | фото                         | спонсирован Отто Альбрехтом                                                     |
| 1348           | Виндзорский замок                                | Виндзор, Беркшир, Великобритания               | год основания Ордена Подвязки                                                     | февраль 2017      | ЧПУ                                           | прозрачный плексиглас | 180         | фото с церемонии             | спонсирован Отто Альбрехтом                                                     |
| 1386           | Гейдельбергский университет                      | Гейдельберг, Германия                          | год основания                                                                     | июль 2019         | ЧПУ                                           | прозрачный плексиглас | 180         | фото                         | спонсирован Отто Альбрехтом                                                     |
| 1409           | Лейпцигский университет                          | Лейпциг, Германия                              | год основания                                                                     | декабрь 2014      | ЧПУ                                           | сплав AlMgSi          | 90          | фото                         | спонсирован Отто Альбрехтом                                                     |
| 1466           | Европейская академия                             | Оксфорд, Великобритания                        | дополнение к Медали Эразмуса Роджера Пенроуза, год рождения Эразма Роттердамского | октябрь 2021      | ЧПУ                                           | сплав AlMgSi          | 90          | описание события             | спонсирован Отто Альбрехтом, подарен Ференцем Кумином, послом Венгрии в Лондоне |
| 1546           | Тринити-колледж (Кембридж)                       | Кембридж, Великобритания                       | год основания                                                                     | декабрь 2008      | ЧПУ                                           | сплав AlMgSi          | 90          | фото                         | подарок Домокоша                                                                |
| 1636           | Гарвардский университет                          | Бостон, Массачусетс, Соединённые Штаты Америки | год основания                                                                     | июнь 2019         | ЧПУ                                           | сплав AlMgSi          | 90          | фото                         | часть коллекции математических моделей                                          |
| 1737           | Гёттингенский университет                        | Гёттинген, Германия                            | год основания                                                                     | октябрь 2012      | ЧПУ                                           | сплав AlMgSi          | 90          | фото                         | часть коллекции математических моделей                                          |
| 1930           | Национальный исследовательский университет "МЭИ" | Москва, Россия                                 | год основания                                                                     | декабрь 2020      | ЧПУ                                           | сплав AlMgSi          | 90          |                              | Подарок по случаю 90-летия Национального исследовательского университета "МЭИ"  |